# Columbia Hills

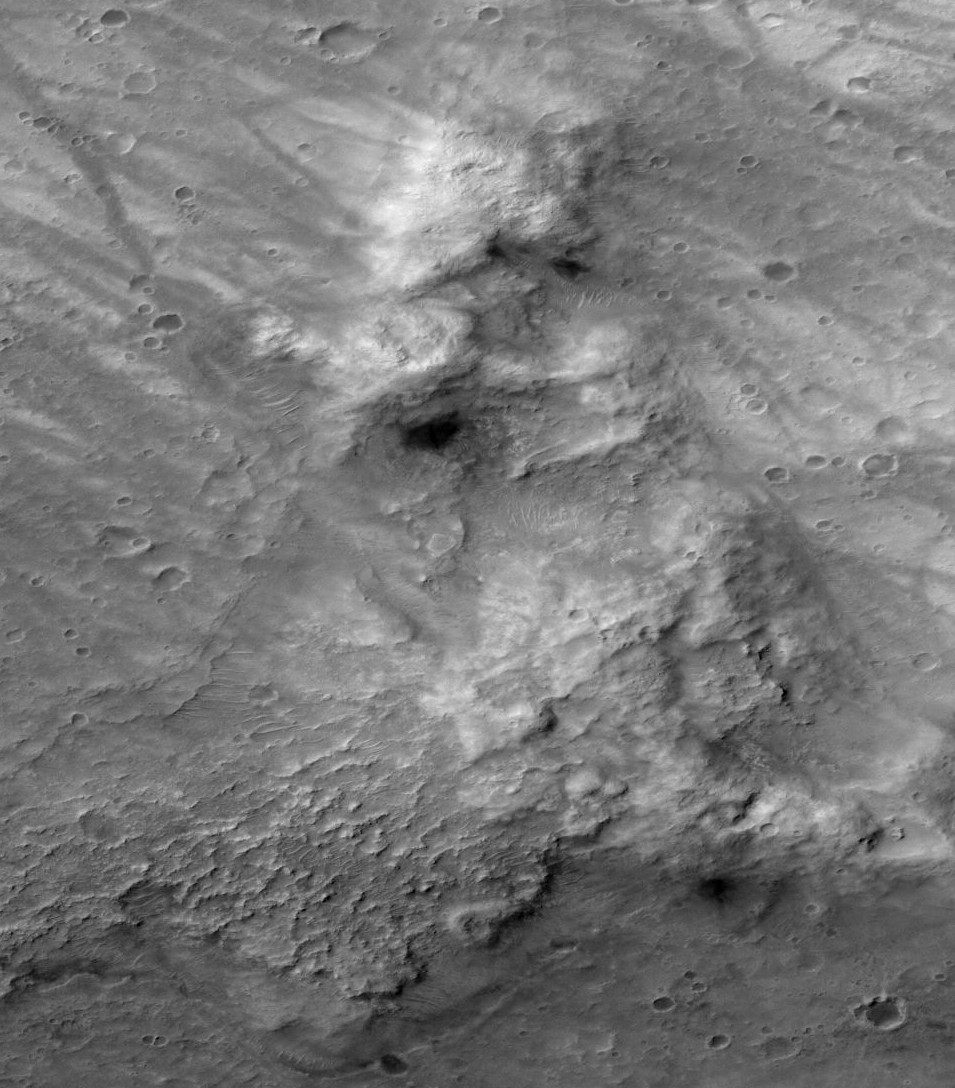
Ripresa dall'alto delle Columbia Hills

Le Columbia Hills sono un gruppo di basse colline all'interno del cratere Gusev sul pianeta Marte. Sono state osservate dal rover Spirit che atterrò nel cratere nel 2004. Esse sono state notate immediatamente dagli scienziati perché sono la formazione più rilevante nelle vicinanze del sito di atterraggio, essendo posizionate ad una distanza di 3 km. Il nome è stato scelto per commemorare la scomparsa dei sette astronauti nel disastro dello Space Shuttle Columbia avvenuto il 2 febbraio 2003. Ogni collina ha ricevuto il nome di un astronauta.
I sette promontori sono, da nord a sud (tra parentesi l'astronauta a cui è stato dedicato)
- Anderson Hill (Michael Anderson)
- Brown Hill (David McDowell Brown)
- Chawla Hill (Kalpana Chawla)
- Clark Hill (Laurel Clark)
- Husband Hill (Rick Husband)
- McCool Hill (William McCool)
- Ramon Hill (Ilan Ramon)